# Terebra cumingii
Terebra cumingii é uma espécie de gastrópode do gênero Terebra, pertencente à família Terebridae.